# Raketenstartplatz
Ein Raketenstartplatz ist eine Einrichtung zum Start von Raketen und stellt eine oder mehrere Startrampen und Startleitstände zur Kontrolle der Startprozedur zur Verfügung. Für Flüssigkeitsraketen sind auch Anlagen zur Lagerung und gegebenenfalls Erzeugung der flüssigen Treibstoffe nötig.

## Übersicht

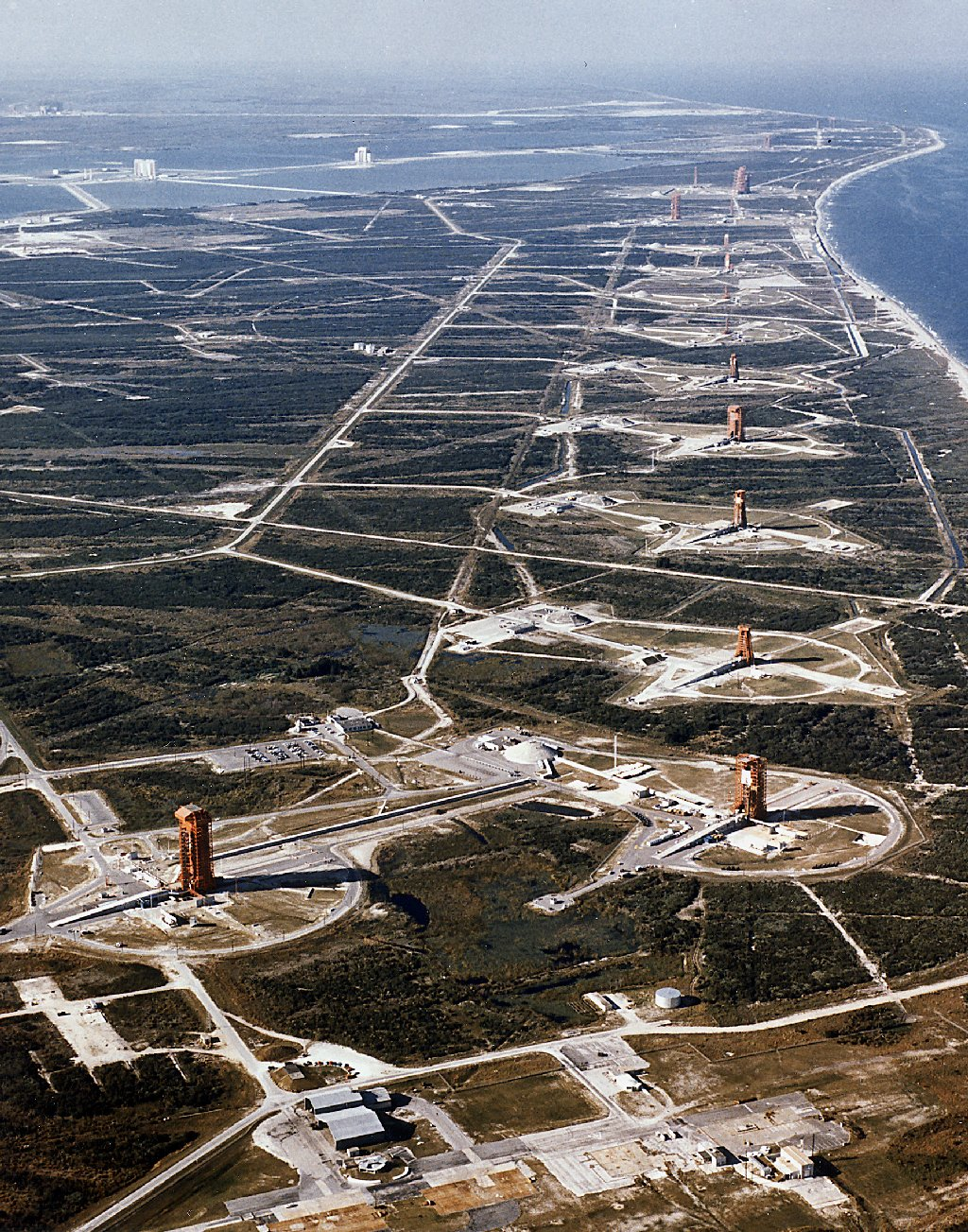
Cape Canaveral – Startplätze

Ein Raketenstartplatz wird möglichst weit entfernt von menschlichen Siedlungen errichtet, um Gefahren für die Bevölkerung bei einer Explosion möglichst gering zu halten. Meist wird ein Standort am Meer gewählt, da das Meer eine leicht zu überblickende Sicherheitsfläche für den gefahrlosen Niedergang von Raketenteilen darstellt.
Raketenstartplätze, von denen auch Satelliten und interplanetare Raumflugkörper gestartet werden, werden auch als Weltraumbahnhof bezeichnet. Einrichtungen im ehemaligen Einflussbereich der Sowjetunion und in China werden mit dem Begriff Kosmodrom bezeichnet. Die bekanntesten Raketenstartplätze sind Cape Canaveral in den USA, Baikonur in Kasachstan (am Westrand Asiens) und Kourou in Französisch-Guyana (im Osten Südamerikas). Daneben gibt es noch zahlreiche weniger bekannte Raketenstartplätze.
In Europa sind Esrange bei Kiruna in Schweden und Salto di Quirra auf Sardinien die wichtigsten Raketenstartplätze.
Deutschland besaß in früheren Jahrzehnten drei Raketenstartplätze:
- von 1938 bis 1945 den Prüfstand VII der Heeresversuchsanstalt Peenemünde,[1] der hauptsächlich zur Erprobung (nicht zum militärischen Einsatz) der A4/V2 diente;
- von 1957 bis 1964 im Wattengebiet von Cuxhaven,[2] von dem Ernst Mohr, die Hermann-Oberth-Gesellschaft und die Berthold Seliger Forschungs- und Entwicklungsgesellschaft mbH diverse Raketen wie die Kumulus und die Cirrus starteten, und
- von 1988 bis 1992 auf der Halbinsel Zingst an der Ostseeküste,[3] wo sich ein Startplatz für russische MMR06-M-Raketen befand.

Polen startete in den 1970er Jahren Höhenforschungsraketen vom Typ Meteor von Truppenübungsplätzen in der Nähe von Łeba und Ustka.

## Startplätze für orbitale Trägerraketen
Im Aufbau oder in Planung
- Starbase (USA)
- Sutherland Spaceport (Schottland)

Aktiv:
- Baikonur (Kasachstan)

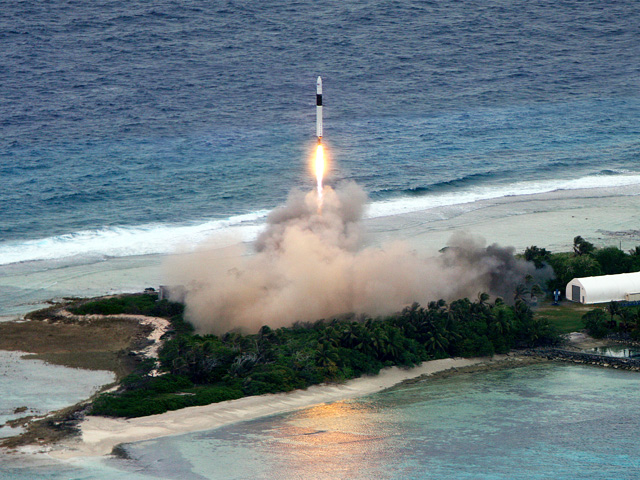
Start einer Falcon 1 über Omelek Island

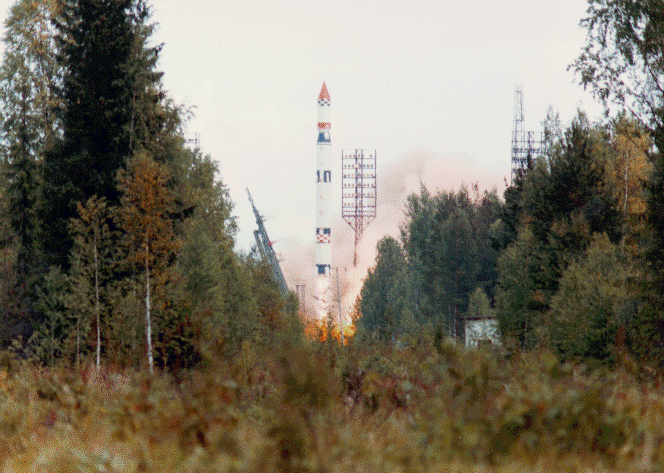
Eine Zyklon-3-Rakete startet in Plessezk

- Cape Canaveral Space Force Station (USA)
- Gelbes Meer (China)
- Jiuquan (China)
- Kennedy Space Center (USA)
- Kourou (Französisch-Guayana)
- Mahia (Neuseeland)
- Mid-Atlantic Regional Spaceport (USA)
- Mojave Air & Space Port (USA)
- Naro Space Center (Südkorea)
- Pacific Spaceport Complex – Alaska (USA, Alaska)
- Palmachim (Israel)
- Plessezk (Russland)
- Point Arguello (USA)
- Satish Dhawan Space Centre auf Sriharikota (Indien)
- Semnan-Raumfahrtzentrum (Iran)
- Sohae (Nordkorea)
- Taiyuan (China)
- Tanegashima (Japan)
- Uchinoura (Japan)
- Vandenberg Air Force Base (USA)
- Wallops Flight Facility (USA)
- Wenchang (China)
- Wostotschny (Russland)
- Xichang (China)

Inaktiv:
- Alcântara (Brasilien, bisher kein erfolgreicher Start)
- Hammaguir (Algerien)
- Jasny (Russland)
- Kauai Test Facility (USA)
- Omelek/Kwajalein (Marshallinseln im Pazifik)Start einer Scout-Rakete mit Ariel V als Nutzlast

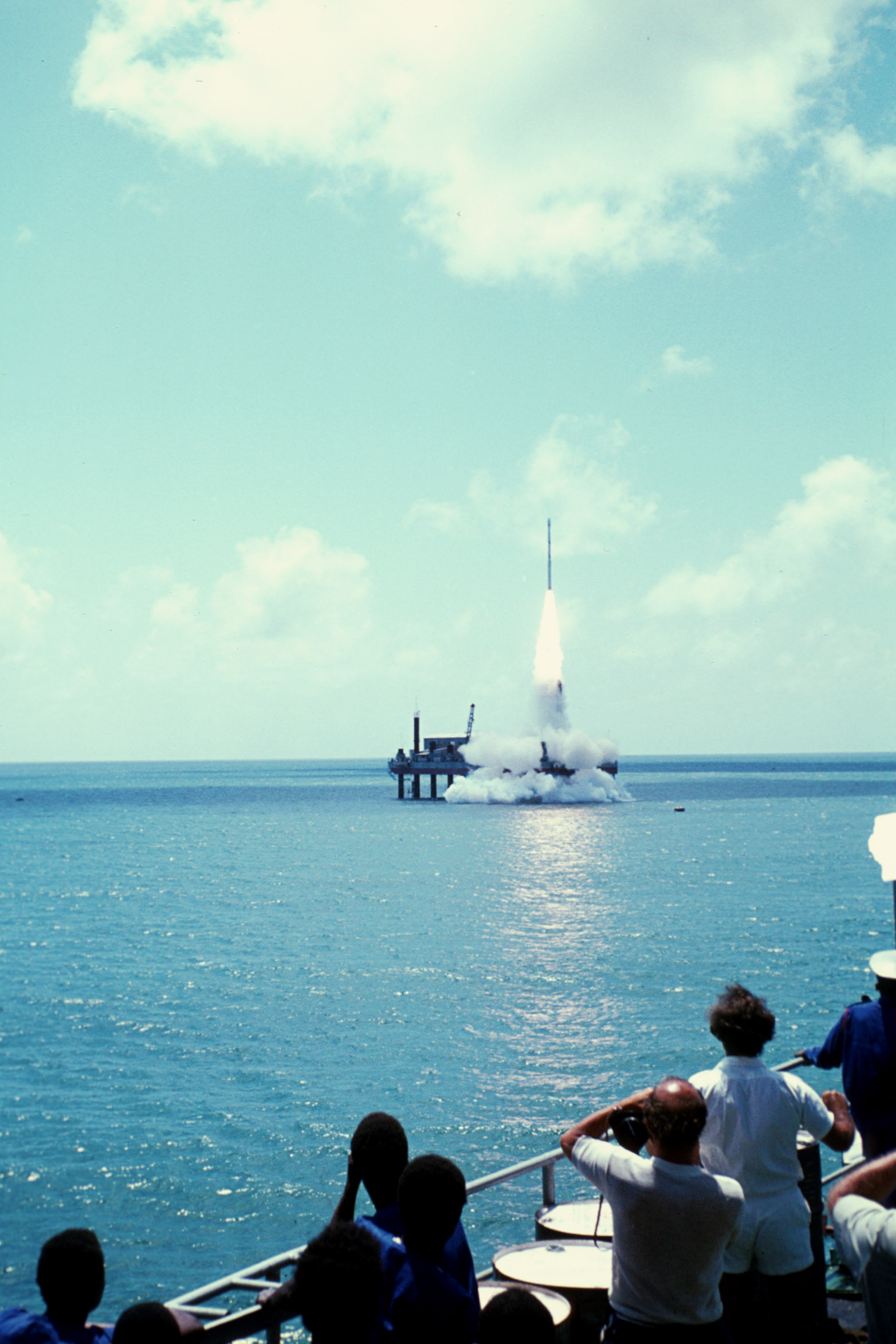
Start einer Scout-Rakete mit Ariel V als Nutzlast

- San-Marco-Plattform (Italien, im Indischen Ozean)
- Sea-Launch-Plattform (Schweiz, im Pazifik)
- Kapustin Jar (Russland)
- Spaceport America (USA)
- Swobodny (Russland)
- Woomera Prohibited Area (Australien)

siehe auch: Liste der Weltraumbahnhöfe

## Startplätze für suborbitale Raketen

### Zurzeit aktive Startplätze in Europa (nur suborbital)
- Aberporth (Großbritannien)
- Andøya (Norwegen)
- Biscarrosse (Frankreich)
- El Arenosillo (Spanien)
- Esrange (Schweden)
- Hayes-Insel (Russland)
- Île du Levant (Frankreich)
- Njonoksa (Russland)
- Salto di Quirra (Italien)
- South Uist (Großbritannien)
- Svalbard Rakettskyttefelt (Spitzbergen)

### Ehemalige Startplätze in Europa (nur suborbital)
- Blizna (heute Polen)
- Camp de Suippes (Frankreich)
- Cuxhaven (Deutschland)
- Karystos (Griechenland)
- Koroni (Griechenland)
- Kronogård (Schweden)
- Le Cardonnet (Frankreich)
- Łeba (Polen)
- Marka Range (Norwegen)
- Peenemünde/Greifswalder Oie (Deutschland)
- Tucheler Heide (heute Polen)
- Vernon (Frankreich)
- Vík í Mýrdal (Island)
- Zingst (Deutschland)

## Weitere Startplätze suborbitaler Raketen

### Asien
- Al-Anbar (Irak)
- Akita (Japan)
- Anheung Jonghapsiheomjang (Südkorea)
- Baleswar (Indien)
- Basis 603 (China)
- Emamshahr (Iran)
- Gan (Atoll Addu) (Malediven)
- Haikou (China)
- Harbin (China)
- Jingyu (China)
- Jiuquan Satellite Launch Center (China)
- Lapan Space Center, Pameungpeuk (Indonesien)
- Musudan-ri (Nordkorea)
- Negev (Israel)
- Niijima (Japan)
- Obachi (Japan)
- Qom (Iran)
- Ryori (Japan)
- Saryschagan (Kasachstan)
- Sonmiani Flight Test Range (Pakistan)
- Thumba (Indien)
- Tilla (Pakistan)
- Wheeler Island (Indien)

### Afrika
- Overberg (Südafrika)
- Reggane (Algerien)
- Camp Tawiwa (Libyen)
- Shaba North (Zaire)

### Australien und Ozeanien
- Birdling’s Flat (Neuseeland)
- Great Mercury Island (Neuseeland)

### Nordamerika
- Arecibo (Puerto Rico)
- Black Mesa (USA)
- Charlestown (USA)
- Corn Ranch (USA)
- Datil (USA)
- Eareckson Air Station (USA, Aleuten)
- Eglin Air Force Base (USA)
- Fort Bliss (USA)
- Fort Churchill (Kanada)
- Fort Greely (USA, Alaska)
- Fort Wingate (USA)
- Gilson Butte (USA)
- Green River Test Site (USA, Utah)
- Holloman Air Force Base (USA)
- Keweenaw Range (USA)
- Kindley Air Force Base (Bermuda-Inseln)
- Mercury (USA)
- Mojave Air & Space Port (USA)
- NAOTS (USA)
- Naval Air Station Point Mugu (USA)
- Nevada Test Site (USA)
- New Mexico Spaceport (USA)
- North Truro (USA)
- Point Barrow (USA, Alaska)
- Poker Flat Research Range (USA, Alaska)
- Primrose Lake (Kanada)
- Ramey Air Force Base (Puerto Rico)
- Resolute Bay (Kanada)
- San Clemente (USA, Kalifornien)
- San Nicolas (USA, Kalifornien)
- Sheboygan (USA, Wisconsin)
- Sierra de Juárez (Mexiko, Baja California)
- Tonopah Test Range (USA)
- Upham (USA)
- White Sands Missile Range (USA)

### Südamerika
- CELPA (Argentinien)
- Las Palmas (Argentinien)
- Mar Chiquita (Argentinien)
- Natal (Brasilien)
- Punta Lobos (Peru)
- Villa Reynolds (Argentinien)

### Sonstige
- Ascension (Insel im Atlantik)
- Bikini-Atoll (Atoll im Pazifik, Raketenstarts im Zuge von Atombombentests)
- Dumont-d’Urville-Station (Antarktis)
- Eniwetok (Atoll im Pazifik, Raketenstarts im Zuge von Atombombentests)
- Johnston-Atoll (Insel im Pazifik)
- Kauai Test Facility (Barking Sands) (Insel im Pazifik)
- Kerguelen (Insel im Indischen Ozean)
- Marambio-Station (Antarktis)
- Molodjoschnaja (Antarktis)
- Søndre Strømfjord (Grönland)
- Syowa Base (Antarktis)
- Wake Island (Insel im Pazifik)

## Reguläre Startplätze für Raketen mit geringer Gipfelhöhe (<10 km)
- Raketenflugplatz Berlin, Berlin-Tegel, Deutschland (1930–1934)
- Kummersdorf, Deutschland (1933)
- Hespenbusch, Großenkneten, Deutschland (1952–1957)
- Kaltbrunn SG, Schweiz (Flugtage der ARGOS)
- Sauwald, Deutschland (einstiger Startplatz für Raketen zur Blitzforschung nördlich von Füssen)